# Rauðfossafjöll
Rauðfossafjöll är ett berg i republiken Island. Det ligger i regionen Suðurland, 120 km öster om huvudstaden Reykjavík. Toppen på Rauðfossafjöll är 1 230 meter över havet.
Trakten runt Rauðfossafjöll är nära nog obefolkad, med mindre än två invånare per kvadratkilometer. Det finns inga samhällen i närheten. Trakten runt Rauðfossafjöll består i huvudsak av gräsmarker.